# Liste der Kulturdenkmale in Jersbek
In der Liste der Kulturdenkmale in Jersbek sind alle Kulturdenkmale der schleswig-holsteinischen Gemeinde Jersbek (Kreis Stormarn) und ihrer Ortsteile aufgelistet (Stand: 14. April 2025)..

## Legende
In den Spalten befinden sich folgende Informationen:
- Objekt-ID: die Nummer des Kulturdenkmales
- Lage: die Adresse des Kulturdenkmales und die geographischen Koordinaten. Kartenansicht, um Koordinaten zu setzen. In der Kartenansicht sind Kulturdenkmale ohne Koordinaten mit einem roten Marker dargestellt und können in der Karte gesetzt werden. Kulturdenkmale ohne Bild sind mit einem blauen Marker gekennzeichnet, Kulturdenkmale mit Bild mit einem grünen Marker.
- Offizielle Bezeichnung: Bezeichnung des Kulturdenkmales
- Beschreibung: die Beschreibung des Kulturdenkmales
- Bild: ein Bild des Kulturdenkmales

## Bauliche Anlagen
| Objekt-ID      | Lage                                               | Offizielle Bezeichnung                      | Beschreibung | Bild                             |
| -------------- | -------------------------------------------------- | ------------------------------------------- | --- | -------------------------------- |
| 1264 Wikidata  | Allee 1 (53° 44′ 23″ N, 10° 13′ 20″ O)             | Gut Jersbek: Eiskeller mit Schleifweg       | Alteintragung (Aktualisierung vorgesehen) - Begründung: Alteintragung (Aktualisierung vorgesehen) - Schutzumfang: Alteintragung (Aktualisierung vorgesehen) - Denkmaltyp: Bauliche Anlage | weitere Fotos \| Fotos hochladen |
| 6951 Wikidata  | Allee 1 (53° 44′ 29″ N, 10° 13′ 18″ O)             | Gut Jersbek: Wohnhaus (Heilmann’sches Haus) | Alteintragung (Aktualisierung vorgesehen) - Begründung: Alteintragung (Aktualisierung vorgesehen) - Schutzumfang: Alteintragung (Aktualisierung vorgesehen) - Denkmaltyp: Bauliche Anlage | BW                               |
| 1450 Wikidata  | Allee 2 (53° 44′ 25″ N, 10° 13′ 21″ O)             | Gut Jersbek: Kate                           | Alteintragung (Aktualisierung vorgesehen) - Begründung: Alteintragung (Aktualisierung vorgesehen) - Schutzumfang: Alteintragung (Aktualisierung vorgesehen) - Denkmaltyp: Bauliche Anlage | BW                               |
| 1451 Wikidata  | Allee 4 (53° 44′ 26″ N, 10° 13′ 21″ O)             | Gut Jersbek: Wohnhaus                       | Alteintragung (Aktualisierung vorgesehen) - Begründung: Alteintragung (Aktualisierung vorgesehen) - Schutzumfang: Alteintragung (Aktualisierung vorgesehen) - Denkmaltyp: Bauliche Anlage | BW                               |
| 1263 Wikidata  | Allee 6 (53° 44′ 27″ N, 10° 13′ 23″ O)             | Gut Jersbek: Verwalterhaus                  | Alteintragung (Aktualisierung vorgesehen) - Begründung: Alteintragung (Aktualisierung vorgesehen) - Schutzumfang: Alteintragung (Aktualisierung vorgesehen) - Denkmaltyp: Bauliche Anlage | BW                               |
| 1266 Wikidata  | Allee 6 (53° 44′ 28″ N, 10° 13′ 23″ O)             | Gut Jersbek: Kuhhaus                        | Alteintragung (Aktualisierung vorgesehen) - Begründung: Alteintragung (Aktualisierung vorgesehen) - Schutzumfang: Alteintragung (Aktualisierung vorgesehen) - Denkmaltyp: Bauliche Anlage | BW                               |
| 6950 Wikidata  | Allee 6 (53° 44′ 34″ N, 10° 13′ 9″ O)              | Gut Jersbek: Remise                         | Alteintragung (Aktualisierung vorgesehen) - Begründung: Alteintragung (Aktualisierung vorgesehen) - Schutzumfang: Alteintragung (Aktualisierung vorgesehen) - Denkmaltyp: Bauliche Anlage | BW                               |
| 1261 Wikidata  | Allee 8 (53° 44′ 30″ N, 10° 13′ 28″ O)             | Gut Jersbek: Herrenhaus                     | Alteintragung (Aktualisierung vorgesehen) - Begründung: Alteintragung (Aktualisierung vorgesehen) - Schutzumfang: Alteintragung (Aktualisierung vorgesehen) - Denkmaltyp: Bauliche Anlage | weitere Fotos \| Fotos hochladen |
| 1262 Wikidata  | Allee 10 (53° 44′ 28″ N, 10° 13′ 23″ O)            | Gut Jersbek: Kutschpferdestall              | Alteintragung (Aktualisierung vorgesehen) - Begründung: Alteintragung (Aktualisierung vorgesehen) - Schutzumfang: Alteintragung (Aktualisierung vorgesehen) - Denkmaltyp: Bauliche Anlage | BW                               |
| 1295 Wikidata  | Allee 12–16 (53° 44′ 29″ N, 10° 13′ 19″ O)         | Gut Jersbek: Torhaus mit Nebenbauten        | Alteintragung (Aktualisierung vorgesehen) - Begründung: Alteintragung (Aktualisierung vorgesehen) - Schutzumfang: Alteintragung (Aktualisierung vorgesehen) - Denkmaltyp: Bauliche Anlage | weitere Fotos \| Fotos hochladen |
| 6418 Wikidata  | Alte Dorfstraße 5 (53° 44′ 31″ N, 10° 12′ 55″ O)   | Gut Jersbek: Landarbeiter-Doppelkate        | Alteintragung (Aktualisierung vorgesehen) - Begründung: Alteintragung (Aktualisierung vorgesehen) - Schutzumfang: Alteintragung (Aktualisierung vorgesehen) - Denkmaltyp: Bauliche Anlage | Fotos hochladen                  |
| 22116 Wikidata | Alte Dorfstraße 5–7 (53° 44′ 30″ N, 10° 12′ 55″ O) | Gut Jersbek: Stallgebäude                   | Alteintragung (Aktualisierung vorgesehen) - Begründung: Alteintragung (Aktualisierung vorgesehen) - Schutzumfang: Alteintragung (Aktualisierung vorgesehen) - Denkmaltyp: Bauliche Anlage | BW                               |
| 6419 Wikidata  | Alte Dorfstraße 7 (53° 44′ 31″ N, 10° 12′ 56″ O)   | Gut Jersbek: Landarbeiter-Doppelkate        | Alteintragung (Aktualisierung vorgesehen) - Begründung: Alteintragung (Aktualisierung vorgesehen) - Schutzumfang: Alteintragung (Aktualisierung vorgesehen) - Denkmaltyp: Bauliche Anlage | Fotos hochladen                  |
| 6420 Wikidata  | Alte Dorfstraße 9 (53° 44′ 31″ N, 10° 12′ 54″ O)   | Gut Jersbek: Landarbeiter-Doppelkate        | Alteintragung (Aktualisierung vorgesehen) - Begründung: Alteintragung (Aktualisierung vorgesehen) - Schutzumfang: Alteintragung (Aktualisierung vorgesehen) - Denkmaltyp: Bauliche Anlage | Fotos hochladen                  |
| 22117 Wikidata | Alte Dorfstraße 9 (53° 44′ 32″ N, 10° 12′ 52″ O)   | Gut Jersbek: Stallgebäude                   | Alteintragung (Aktualisierung vorgesehen) - Begründung: Alteintragung (Aktualisierung vorgesehen) - Schutzumfang: Alteintragung (Aktualisierung vorgesehen) - Denkmaltyp: Bauliche Anlage | Fotos hochladen                  |
| 6421 Wikidata  | Am Wischhof 18 (53° 43′ 20″ N, 10° 12′ 34″ O)      | Ehemalige Schusterkate                      | Alteintragung (Aktualisierung vorgesehen) - Begründung: geschichtlich, städtebaulich - Schutzumfang: ehem. Schusterkate, vier Linden vor dem Haus - Denkmaltyp: Bauliche Anlage           | BW                               |
| 28441 Wikidata | Am Wischhof 18 (53° 43′ 20″ N, 10° 12′ 34″ O)      | Stallgebäude                                | Alteintragung (Aktualisierung vorgesehen) - Begründung: Alteintragung (Aktualisierung vorgesehen) - Schutzumfang: Alteintragung (Aktualisierung vorgesehen) - Denkmaltyp: Bauliche Anlage | BW                               |

## Gründenkmale
| Objekt-ID     | Lage                                       | Offizielle Bezeichnung             | Beschreibung | Bild                             |
| ------------- | ------------------------------------------ | ---------------------------------- | --- | -------------------------------- |
| 6747          | Dorfstraße (53° 43′ 15″ N, 10° 12′ 47″ O)  | Friedenseiche                      | Friedenseiche; 1871; mit kleinem Gedenkstein, an der Straßenkreuzung Am Wischhof/Dorfstraße - Schutzumfang: Friedenseiche, Gedenkstein - Begründung: Geschichtlich, Kulturlandschaftlich | BW                               |
| 1265 Wikidata | Gut Jersbek (53° 44′ 55″ N, 10° 13′ 37″ O) | Gut Jersbek: Barockgarten          | Alteintragung (Aktualisierung vorgesehen) - Begründung: geschichtlich, künstlerisch, städtebaulich - Schutzumfang: Gut Jersbek: Barockgarten, Hauptgartenallee, Bassin in der Hauptachse - Denkmaltyp: Gründenkmal | weitere Fotos \| Fotos hochladen |
| 1268 Wikidata | Gut Jersbek (53° 44′ 55″ N, 10° 14′ 0″ O)  | Gut Jersbek: Grabanlage von Cossel | Alteintragung (Aktualisierung vorgesehen) - Begründung: geschichtlich, künstlerisch - Schutzumfang: gesamtes Objekt - Denkmaltyp: Gründenkmal | weitere Fotos \| Fotos hochladen |
| 1452 Wikidata | Gut Jersbek (53° 44′ 37″ N, 10° 13′ 25″ O) | Gut Jersbek: Gartenskulpturen      | Alteintragung (Aktualisierung vorgesehen) - Begründung: geschichtlich, künstlerisch - Schutzumfang: gesamtes Objekt - Denkmaltyp: Gründenkmal | BW                               |
| 4010 Wikidata | Allee (53° 44′ 45″ N, 10° 12′ 49″ O)       | Gut Jersbek: Jersbeker Allee       | Alteintragung (Aktualisierung vorgesehen) - Begründung: geschichtlich, Kulturlandschaft prägend - Schutzumfang: gesamtes Objekt - Denkmaltyp: Gründenkmal | Fotos hochladen                  |
| 6920 Wikidata | Allee (53° 44′ 46″ N, 10° 12′ 50″ O)       | Ehrenmalanlage Jersbek             | Ehrenmalanlage an der Jersbeker Allee, 1919/1920 nach Entwurf des Kieler Architekten Ernst Prinz angelegt für die Gefallenen des 1. und 2. Weltkriegs - Begründung: geschichtlich, Kulturlandschaft prägend - Schutzumfang: Ehrenmalanlage Jersbek, zentraler Gedenkstein, Lindenkranz auf Fliederwall, drei Knickeichen, 68 Namenssteine, Findling - Denkmaltyp: Gründenkmal | BW                               |

## Quelle
- Liste der Kulturdenkmale in Schleswig-Holstein – Kreis Stormarn